# Adfacelina
Adfacelina is een geslacht van weekdieren uit de klasse van de Gastropoda (slakken).

## Soort
- Adfacelina medinai Millen & Hermosillo, 2012